# Cream
Cream is een Britse Rockband, opgericht in 1966 op initiatief van drummer Ginger Baker. De band zette de standaard voor rockbands die bestonden uit een drummer, een bassist en een gitarist, zogenaamde powertrio's.

## Geschiedenis
Baker kende bassist Jack Bruce uit bands als de Graham Bond Organisation en de band van Alexis Korner. Bruce had enige tijd met Eric Clapton gespeeld in John Mayall's Bluesbreakers. De beslissing om met elkaar een band te beginnen werd genomen na een jamsessie bij Baker thuis. Naar eigen zeggen vond ieder bandlid de andere twee leden de beste muzikanten die hij kende, bovendien waren ze niet tevreden over de bands waarin ze tot dan speelden.
Voor Eric Clapton gold dat hij graag een goede bluesgitarist, als Buddy Guy, in een bluesband wilde zijn en daarvoor een goede ritmesectie zocht.
Deze ambitie moest hij weldra bijstellen, omdat Jack Bruce en Ginger Baker sterke persoonlijkheden bleken te zijn en muzikaal zeer veel in de melk te brokkelen hadden.
Het drietal koos de naam 'Cream' omdat ze, als ze dan toch een supergroep gingen oprichten, niet bescheiden hoefden te doen over hun pretenties: ze vonden zichzelf het neusje van de zalm, oftewel the Cream of the crop.
Eric bleef de belangrijkste muzikant, ook al zou de band zonder de composities van Jack Bruce wellicht niet die superstatus hebben veroverd. Het geluid van de band ontwikkelde zich snel. De gitaar van Clapton had al de scherpte die hij had ontwikkeld bij John Mayall's Bluesbreakers, maar zou zich verder ontwikkelen mede door de technologie. Er kwamen steeds zwaardere gitaarversterkers. Daarbij komt dat het podiumgeluid wel hard moest zijn, zeker als opgetreden moest worden in grotere ruimtes. Er bestonden nog geen P.A.-systemen, die het zaalgeluid voor hun rekening konden nemen. Ook de persoonlijkheden van de drie muzikanten zelf zorgden ervoor dat er steeds luider werd gespeeld. In een trio is het aandeel van elk van de drie muzikanten even belangrijk. Jack Bruce experimenteerde met het geluid van een type basgitaar. Toch bleef er controle over het geluid.
De band besloot in 1968 uit elkaar te gaan. Clapton had daar op aangedrongen nadat hij een recensie had gelezen in het muziekblad Rolling Stone. De band werd daarin sterk bekritiseerd. Clapton trok zich de kritiek erg aan en zou later zeggen dat hij vond dat de band stil had gestaan in zijn ontwikkeling.
Na een afscheidstournee door de VS traden ze nog eenmaal op in eigen land. Het afscheidsconcert in de Royal Albert Hall heeft een legendarische reputatie.
Toen de band uit elkaar ging, was Clapton 23 jaar oud, Bruce 25 en Baker 29. Eric Clapton en Ginger Baker vormden na Cream samen met Steve Winwood en Rick Grech de band Blind Faith.
Op 2, 3, 5 en 6 mei 2005 kwam Cream bij elkaar op een reünieconcert in de Royal Albert Hall in Londen.
Jack Bruce overleed op 25 oktober 2014 op 71-jarige leeftijd. Ginger Baker overleed op 6 oktober 2019 op 80-jarige leeftijd.

## Werk

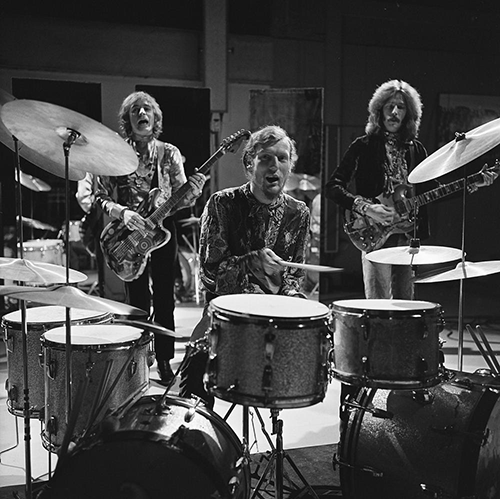
Cream in Fenklup, januari 1968

- Fresh Cream (1966)[1]
- Disraeli Gears (1967)
- Wheels of Fire (1968)
- Goodbye (1969)
- Best of Cream (1969)
- Live Cream (1970)
- Live Cream Volume II (1972)
- The Very Best of (1995)
- Cream Farewell Concert (dvd 2001)
- BBC Sessions (2003)
- Royal Albert Hall - London (2005)
- Cream '05 (dvd 2005)

## NPO Radio 2 Top 2000
| Nummers met noteringen in de NPO Radio 2 Top 2000 | '99 | '00 | '01  | '02  | '03 | '04 | '05 | '06  | '07  | '08 | '09  | '10  | '11  | '12  | '13  | '14 | '15  | '16  | '17  | '18  | '19  | '20  | '21  | '22 | '23 | '24 |
| ------------------------------------------------- | --- | --- | ---- | ---- | --- | --- | --- | ---- | ---- | --- | ---- | ---- | ---- | ---- | ---- | --- | ---- | ---- | ---- | ---- | ---- | ---- | ---- | --- | --- | --- |
| Sunshine of Your Love                             | 912 | 840 | 1246 | 1369 | 957 | 826 | 953 | 1017 | 1085 | 988 | 1151 | 1256 | 1104 | 1167 | 1132 | 984 | 1423 | 1580 | 1632 | 1400 | 1612 | 1822 | 1996 | -   | -   | -   |
| White Room                                        | 259 | 175 | 438  | 301  | 293 | 308 | 297 | 564  | 499  | 398 | 474  | 551  | 504  | 533  | 569  | 415 | 640  | 545  | 623  | 726  | 553  | 666  | 641  | 850 | 865 | 935 |

1. ↑  Een '-' betekent dat het nummer niet was genoteerd en een vetgedrukt getal geeft de hoogste notering van een nummer aan.

## Dvd's
| Dvd's met hitnoteringen in de Nederlandse Music Top 30 | Datum van verschijnen | Datum van binnenkomst | Hoogste positie | Aantal weken | Opmerkingen |
| ------------------------------------------------------ | --------------------- | --------------------- | --------------- | ------------ | ----------- |
| Royal Albert Hall                                      | 2005                  | 22-10-2005            | 6               | 10           |             |